# Корн, Алехандро
Алехандро Корн (1860—1936) — аргентинский врач-психиатр, преподаватель, реформатор университета, философ, политический деятель и спортсмен.

## Биография
Алехандро Крон родился в 1860 году в семье из Бреславля. В молодости поступил в Аргентинский университет, где проучился 5 лет на медицинском факультете и получил профессию врача-психиатра, однако решил посвятить свою жизнь философии. С 1906 по 1930 год работал в университете Буэнос-Айреса, где он являлся преподавателем философии. В 1929 году основал Кантианское общество.
Был членом Гражданского радикального союза с момента его основания в 1891 году, участвовал в революции 1893 года. Открыто признал Великую Октябрьскую социалистическую революцию в РСФСР и её благотворные социалистические идеалы, т.к он никогда не отвергал идеи социализма. На этой почве в 1918 году, будучи депутатом от ГРС, покинул его и написал книгу «Этический социализм». В 1931 году вступил в Социалистическую партию, давал лекции по теме «Жан Жорес, Гегель и Ленин».
Скончался Алехандро Корн в 1936 году.